# Cour d'appel de Trente

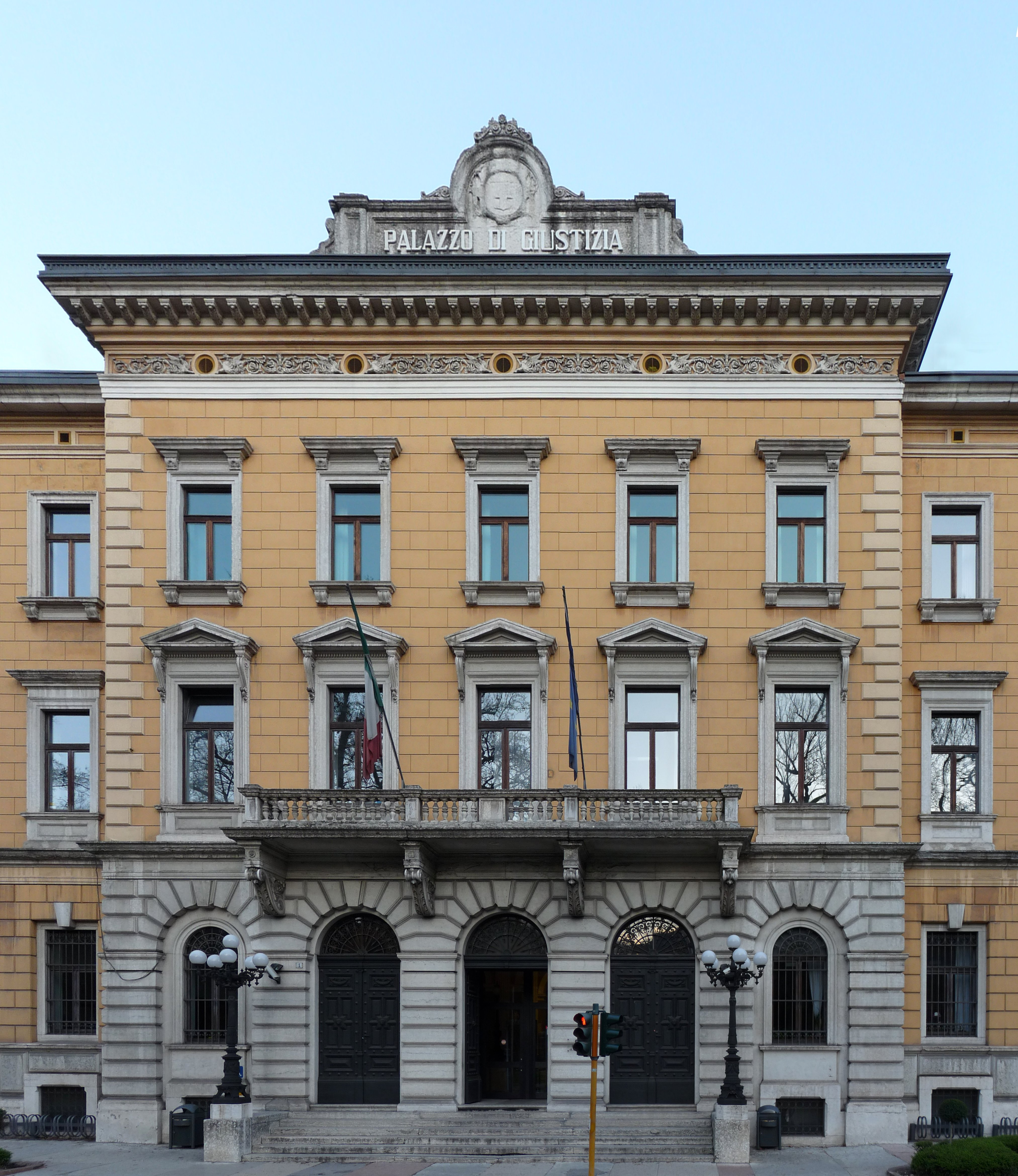
Le Palais de justice de Trente

La Cour d'appel de Trente ((it) Corte d’appello di Trento; (de) Oberlandesgericht Trient) est une des 26 cours d'appel italiennes, la seule dans la région Trentin-Haut-Adige.
Son ressort (distretto) comprend les tribunaux (tribunali ordinari) de Trente et Rovereto ainsi que 9 sièges des juges de paix (Giudici di pace).
À Bolzano il y a la Chambre détachée de la cour d'appel, avec  le Tribunal de Bolzano et 7 sièges des juges de paix.

## Histoire
Depuis le 1817 et jusqu’à la fin de la Première Guerre mondiale dans la région il y avait les organes judiciaires de l’Empire austro-hongrois; la Cour d’appel (Oberlandesgericht) avait siège à Innsbruck.
Après le rattachement à l’Italie, en 1923 à Trente fut instituée une Chambre détachée de la Cour d'appel de Venise, jusqu'à la création de la Cour d'appel de Trente en 1947
.

## Compétence territoriale (cour d’appel de Trente)
Les ressorts sont mis à jour selon la Loi 27 février 2015 no 11.

## Tribunale di Rovereto

### Giudice di pace di Riva del Garda
Arco, Drena, Dro, Ledro, Magasa, Nago-Torbole, Riva del Garda, Tenno, Valvestino

### Giudice di pace di Rovereto
Ala, Avio, Besenello, Brentonico, Calliano, Folgaria, Isera, Mori, Nogaredo, Nomi, Pomarolo, Ronzo-Chienis, Rovereto, Terragnolo, Trambileno, Vallarsa, Villa Lagarina, Volano

## Tribunale di Trento

### Giudice di pace di Borgo Valsugana
Bieno, Borgo Valsugana, Calceranica al Lago, Canal San Bovo, Carzano, Castello Tesino, Castelnuovo, Cinte Tesino, Fiera di Primiero, Grigno, Imer, Ivano-Fracena, Levico Terme, Mezzano, Novaledo, Ospedaletto, Pieve Tesino, Roncegno Terme, Ronchi Valsugana, Sagron Mis, Samone, Scurelle, Siror, Spera, Strigno, Telve, Telve di Sopra, Tonadico, Torcegno, Transacqua, Villa Agnedo

### Giudice di pace di Cavalese
Campitello di Fassa, Canazei, Capriana, Carano, Castello-Molina di Fiemme, Cavalese, Daiano, Mazzin, Moena, Panchià, Pozza di Fassa, Predazzo, Soraga, Tesero, Valfloriana, Varena, Vigo di Fassa, Ziano di Fiemme

### Giudice di pace di Cles
Amblar, Bresimo, Brez, Cagnò, Caldes, Castelfondo, Cavareno, Cavizzana, Cis, Cles, Cloz, Commezzadura, Coredo, Croviana, Cunevo, Dambel, Dimaro, Don, Flavon, Fondo, Livo, Malè, Malosco, Mezzana, Monclassico, Nanno, Ossana, Peio, Pellizzano, Rabbi, Revò, Romallo, Romeno, Ronzone, Ruffrè-Mendola, Rumo, Sanzeno, Sarnonico, Sfruz, Smarano, Taio, Tassullo, Terres, Terzolas, Tres, Tuenno, Vermiglio, Vervò

### Giudice di pace di Mezzolombardo
Andalo, Campodenno, Cavedago, Denno, Faedo, Fai della Paganella, Mezzocorona, Mezzolombardo, Molveno, Nave San Rocco, Roverè della Luna, San Michele all'Adige, Spormaggiore, Sporminore, Ton, Zambana

### Giudice di pace di Pergine Valsugana
Baselga di Pinè, Bedollo, Caldonazzo, Fierozzo, Frassilongo, Palù del Fersina, Pergine Valsugana, Sant'Orsola Terme, Tenna, Vignola-Falesina

### Giudice di pace di Tione di Trento
Bersone, Bleggio Superiore, Bocenago, Bolbeno, Bondo, Bondone, Breguzzo, Brione, Caderzone Terme, Carisolo, Castel Condino, Cimego, Comano Terme, Condino, Daone, Darè, Dorsino, Fiavè, Giustino, Lardaro, Massimeno, Montagne, Pelugo, Pieve di Bono, Pinzolo, Praso, Preore, Prezzo, Ragoli, Roncone, San Lorenzo in Banale, Spiazzo, Stenico, Storo, Strembo, Tione di Trento, Vigo Rendena, Villa Rendena, Zuclo

### Giudice di pace di Trento
Albiano, Aldeno, Bosentino, Calavino, Cavedine, Cembra, Centa San Nicolò, Cimone, Civezzano, Faver, Fornace, Garniga Terme, Giovo, Grauno, Grumes, Lasino, Lavarone, Lavis, Lisignago, Lona-Lases, Luserna, Padergnone, Segonzano, Sover, Terlago, Trente, Valda, Vattaro, Vezzano, Vigolo Vattaro

## Compétence territoriale (chambre détachée de Bolzano)
Les ressorts sont mis à jour selon la Loi 27 février 2015 no 11.

## Tribunale di Bolzano

### Giudice di pace di Bolzano/Bozen
Bolzano/Bozen, Castelrotto/Kastelruth, Cornedo all'Isarco/Karneid, Fiè allo Sciliar/Vols am Schlern, Laives/Leifers, Lauregno/Laurein, Meltina/Molten, Nova Levante/Welschnofen, Nova Ponente/Deutschnofen, Proves/Proveis, Renon/Ritten, San Genesio Atesino/Jenesien, Sarentino/Sarntal, Terlano/Terlan, Tires/Tiers

### Giudice di pace di Bressanone/Brixen
Barbiano/Barbian, Bressanone/Brixen, Chiusa/Klausen, Funes/Villnoß, Laion/Lajen, Luson/Lü, Naz-Sciaves/Natz-Schabs, Ortisei/St.  Ulrich, Ponte Gardena/Waidbruck, Rio di Pusteria/Mühlbach, Rodengo/Rodeneck, Santa Cristina Valgardena/St.  Christina in Gröden, Selva di Val Gardena/Wolkenstein in Gröden, Vandoies/Vintl, Varna/Vahrn, Velturno/Feldthurns, Villandro/Villanders

### Giudice di pace di Brunico/Bruneck
Badia/Abtei, Braies/Prags, Brunico/Bruneck, Campo Tures/Sand in Taufers, Chienes/Kiens, Corvara in Badia/Corvara, Dobbiaco/Toblach, Falzes/Pfalzen, Gais, La Valle/Wengen, Marebbe/Enneberg, Monguelfo-Tesido/WelsbergTaisten, Perca/Percha, Predoi/Prettau, Rasun Anterselva/Rasen-Antholz, San Candido/Innichen, San Lorenzo di Sebato/St. Lorenzen, San Martino in Badia/St. Martin in Thurn, Selva dei Molini/Mühlwald, Sesto/Sexten, Terento/Terenten, Valdaora/Olang, Valle Aurina/Ahrntal, Valle di Casies/Gsies, Villabassa/Niederdorf

### Giudice di pace di Egna/Neumarkt
Aldino/Aldein, Anterivo/Altrei, Appiano sulla strada del vino/Eppan an der Weinstraße, Bronzolo/Branzoll, Caldaro sulla strada del vino/Kaltern an der Weinstraße, Cortaccia sulla Strada del Vino/Kurtatsch an der Weinstraße, Cortina sulla Strada del Vino/Kurtinig an der Weinstraße, Egna/Neumarkt, Magrè sulla Strada del Vino/Margreid an der Weinstraße, Montagna/Montan, Ora/Auer, Salorno/Salurn, Termeno sulla strada del vino/Tramin an der WeinstraBe, Trodena nel parco naturale/Truden im Naturpark, Vadena/Pfatten

### Giudice di pace di Merano/Meran
Andriano/Andrian, Avelengo/Hafling, Caines/Kuens, Cermes/Tscherms, Gargazzone/Gargazon, Lagundo/Algund, Lana/Lana, Marlengo/Marling, Merano/Meran, Moso in Passiria/Moos in Passeier, Nalles/Nals, Naturno/Naturns, Parcines/Partschins, Plaus/Plaus, Postal/Burgstall, Rifiano/Riffian, San Leonardo in Passiria/St. Leonhard in Passeier, San Martino in Passiria/St. Martin in Passeier, San Pancrazio/St.  Pankraz, Scena/Schenna, Senale-San Felice/Unsere Liebe Frau im Walde-St. Felix, Tesimo/Tisens, Tirolo/Tirol, Ultimo/Ulten, Verano/Vöran

### Giudice di pace di Silandro/Schlanders
Castelbello-Ciardes/Kastelbell-Tschars, Curon Venosta/Graun im Vinschgau, Glorenza/Glurns, Laces/Latsch, Lasa/Laas, Malles Venosta/Mals, Martello/Martell, Prato allo Stelvio/Prad am Stilfserjoch, Senales/Schnals, Silandro/Schlanders, Sluderno/Schluderns, Stelvio/Stilfs, Tubre/Taufers im Münstertal

### Giudice di pace di Vipiteno/Sterzing
Brennero/Brenner, Campo di Trens/Freienfeld, Fortezza/Franzensfeste, Racines/Ratschings, Val di Vizze/Pfitsch, Vipiteno/Sterzing

## Autres organes juridictionnels compétents pour le ressort

### Chambres spécialisées
- Corte d'assise (cour d’assises) : Bolzano et Trente
- Corte d'assise d’appello (cour d'assises d'appel) :  Bolzano et Trente
- Sezione specializzata in materia di impresa (chambre pour les entreprises) auprès du Tribunal et de la Cour d’appel de Bolzano et Trente
- Tribunale regionale delle acque pubbliche (eaux publiques) : Venise

### Justice pour les mineurs
- Tribunale per i minorenni (Tribunal pour mineurs): Bolzano et Trente
- Cour d’appel de Trente et Chambre détachée de Bolzano, sezione per i minorenni (chambre pour les  mineurs)

### Surveillance
Organes juridictionnels pour l’exécution et le contrôle de la peine 
- Magistrato di sorveglianza :  Bolzano et Trente
- Tribunale di sorveglianza : Bolzano et Trente

### Justice fiscale
- première instance : Commissione tributaria di I grado : Bolzano et Trente
- appel : Commissione tributaria di II grado : Bolzano et Trente

### Justice militaire
- Tribunale militare : Vérone
- Corte d’appello militare :  Rome

### Justice des comptes publics
- Corte dei conti : Sezione giurisdizionale (chambre juridctionnelle), Sezione di controllo (chambre de contrôle), Procura regionale (ministère public) auprès de la Chambre juridctionnelle 
  - siège de Bolzano[3]
  - siège de Trente[4]

### Justice administrative
- Tribunale Regionale di Giustizia Amministrativa  (tribunal administratif régional), siège de Trente[5]
- Tribunale Regionale di Giustizia Amministrativa  (tribunal administratif régional), chambre pour la Province de Bolzano [6]

### Usi civici
Organe statuant sur les propriétés collectives et les droits d’usage
- Commissariato per la liquidazione degli usi civici de Trento et Bolzano, ayant siège à Trente

### Giudice tavolare (livre foncier)
- Giudice tavolare auprès des Tribunaux de Bolzano, Rovereto et Trente